# 円能寺 (大田区)
圓能寺（えんのうじ）は、東京都大田区にある真言宗智山派の寺院。

## 概要
1571年（元亀2年）、祐仙によって開山された。
享保年間（1716年～1736年）、慧燈が荒廃していた当寺を中興した。
かつては山号を「海光山」、院号を「明王院」としていたが、1952年（昭和27年）に成田山新勝寺の末寺となり「成田山円能寺」と称することになった。それ以前は馬込の長遠寺の末寺であった。

## 交通アクセス
- 大森駅より徒歩3分。